# Cenobites (album)
Cenobites è l'album d'esordio eponimo del duo hip hop statunitense the Cenobites, formato dal rapper Kool Keith e dal produttore Godfather Don. Pubblicato nel 1997, è distribuito da Fondie 'Em, label di Bobbito García: García è produttore esecutivo e ospite nel disco assieme a Percee P.

## Tracce
Musiche di Godfather Don.
1. Lex Lugor – 3:45
2. I Was Forgotten – 3:51
3. Kick a Dope Verse (feat. Bobbito) – 4:11
4. Mommy – 3:23
5. You're Late (feat. Percee P) – 3:45
6. Rhymes I Sniff AKA Carlos Died – 4:18
7. Keep On (feat. Bobbito) – 4:10
8. How the Fuck you Get a Deal – 5:43
9. Kick a Dope Verse (Battered Baby Seal Remix) – 4:16

Durata totale: 37:22
Traccia bonus nell'edizione del 2000
1. Return to Zero (Bonus track) – 4:19